# DJ Snelle Jelle
DJ Snelle Jelle, artiestennaam van Jelle de Boer (Amsterdam, 18 november 1980), is een Nederlands hiphopdiskjockey en muziekproducent. Aanvankelijk bracht hij in het begin van de eeuw verschillende 12 inchsingles uit op vinyl die hun aftrek vonden in het ondergrondse nederhopcircuit. Daarnaast produceerde hij werk met zijn eigen label.

## Biografie
In 2000 bereikte hij de finale in de draaitafelwedstrijd Turntablized, waarmee hij zijn entree maakte in het ondergrondse hiphopcircuit. Hij werkte samen met rappers die in die tijd opkwamen, zoals IJsman, Terilekst en de leden van de rapgroep VSOP. Ook leerde hij de rapper Lucky kennen, met wie hij de rapgroep Climax vormde.
Hij kwam in het voorprogramma te staan van Extince, met wie hij door Nederland toerde. In 2004 bracht hij samen met Maestro Mikel de single Dadendrang uit op vinyl.
Als muziekproducent werkt hij met zijn label Elleboogwerk en droeg hij bij aan de albums en singles van onder meer U-Niq, Sef en Gers Pardoel, die allen hitnoteringen behaalden in de Nederlandse hitlijsten. Verder heeft hij geproduceerd voor diverse filmproducties als Body Language en New Kids Turbo. Op de Herman Brood Academie geeft hij les in onder meer studiotechniek en audio-engineering.